# 149
Năm 149 là một năm trong lịch Julius. 